# Heteroconger tomberua
Heteroconger tomberua is een straalvinnige vissensoort uit de familie van zeepalingen (Congridae). De wetenschappelijke naam van de soort is voor het eerst geldig gepubliceerd in 1999 door Castle & Randall.